# Diplodontias miliaris
Diplodontias miliaris är en sjöstjärneart som först beskrevs av Gray 1847.  Diplodontias miliaris ingår i släktet Diplodontias och familjen Odontasteridae.
Artens utbredningsområde är havet kring Nya Zeeland. Inga underarter finns listade i Catalogue of Life.